# Carl Spitzweg
Carl Spitzweg (Unterpfaffenhoffen, barri de Germering, prop de Múnic, 5 de febrer de 1808 - Múnic, 23 de setembre de 1885) va ser un poeta i pintor romàntic alemany. És considerat com un dels majors representants del període Biedermeier.

## Biografia
La mare de Carl Spitzweg, Franziska Spitzweg (nascuda Schmutzer), era la filla d'un ric comerciant de fruites de la regió de Múnic. El seu pare, Simon Spitzweg, estava del poble de Unterpfaffenhoffen, prop de la ciutat de Fürstenfeldbruck, a l'Alta Baviera. Carl Spitzweg tenia dos germans. El germà gran, Simon, habia de continuar amb el negoci del seu pare, Carl havia d'esdevenir farmacèutic i el més jove Édouard, havia d'esdevenir metge.
A l'edat de 11 anys, Carl va perdre la seva mare i el seu pare es va casar el mateix any amb la germana de la seva difunta esposa, Maria Kreszenz. Carl Spitzweg va acabar l'escola secundària el 1825 després de rebre nombrosos premis.
Va fer estudis de farmàcia, de botànica i de química a la universitat de Múnic i es va instal·lar com farmacèutic el 1832. Va començar a pintar per afició durant el seu temps lliure fins que va decidir que fos la seva activitat principal el 1833. Les seves pintures s'inspiren en la vida de la petita burgesia, però també va fer paisatges. Des de 1847 s'havia fet amic del pintor Moritz von Schwind que admirava i de Carl Happel amb qui va viatjar a França.
Va col·laborar entre 1843 a 1853 al diari Fliegenden Blätter com a humorista i caricaturista. Carl Spitzweg parlava diverses llengües i viatjava molt, sobretot a peu. Va visitar París, Londres, Prague, Itàlia i Bèlgica. En 1865 per raó de salut va cessar els seus viatges i es va quedar a Múnic. Va morir el setembre de 1885 per les conseqüències d'un accident vascular cerebral. Carl Spitzweg és enterrat en l'antic cementiri del Sud de Múnic.

## Obra
Carl Spitzweg va pintar o dibuixar més de 1.500 obres.

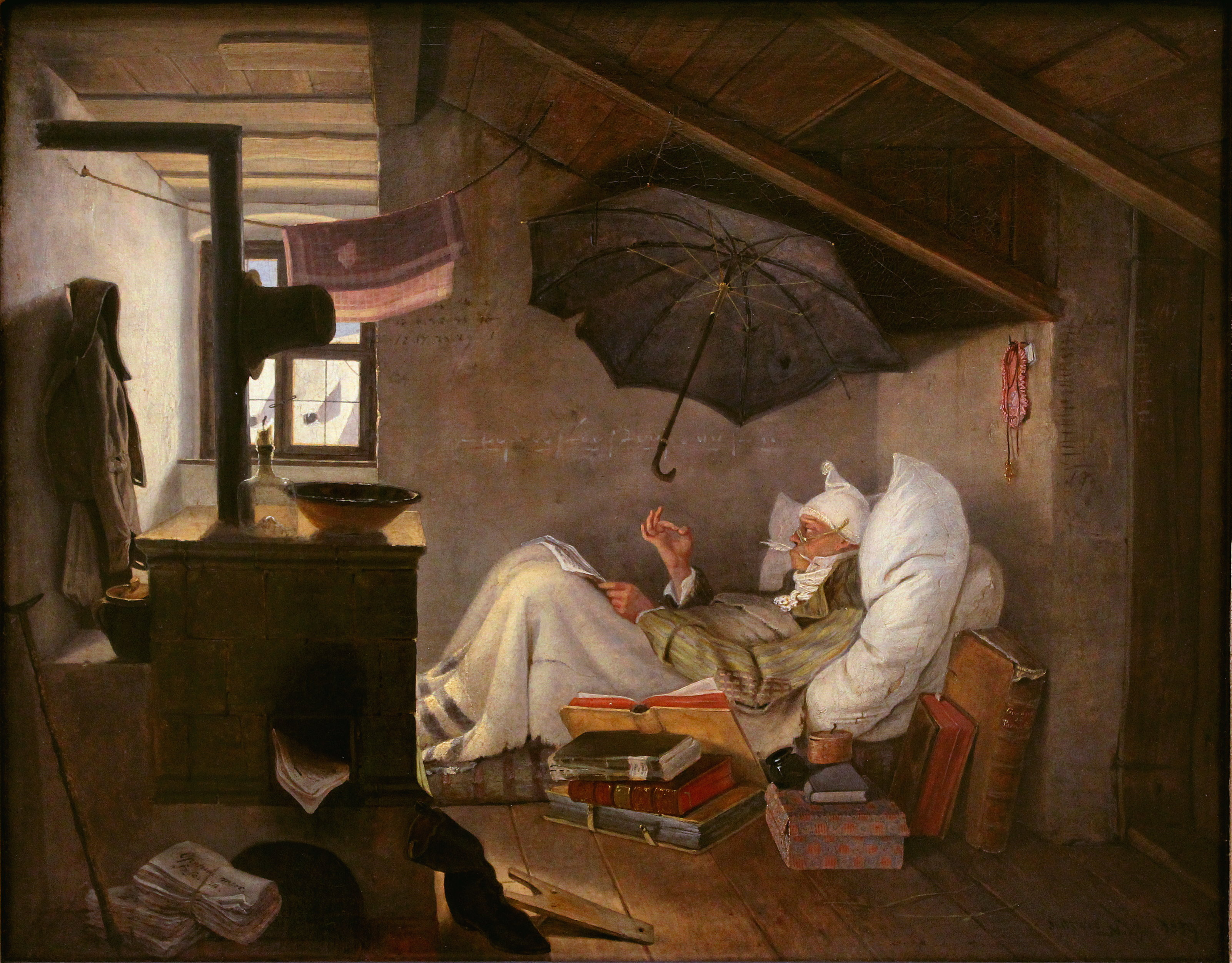
Der arme Poet, El pobre poeta (1839)
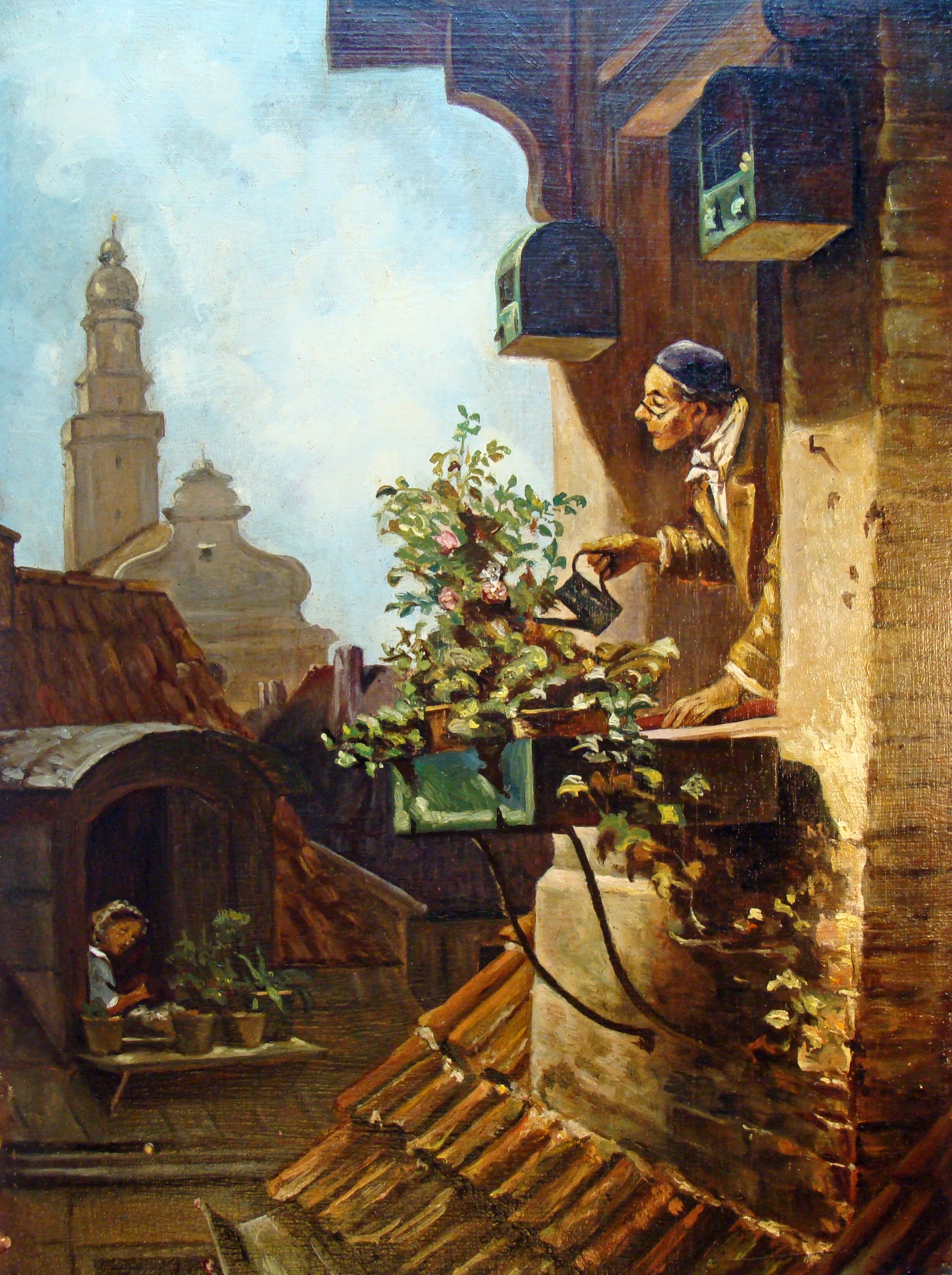
Im Dachstübchen, A les golfes (c. 1849)
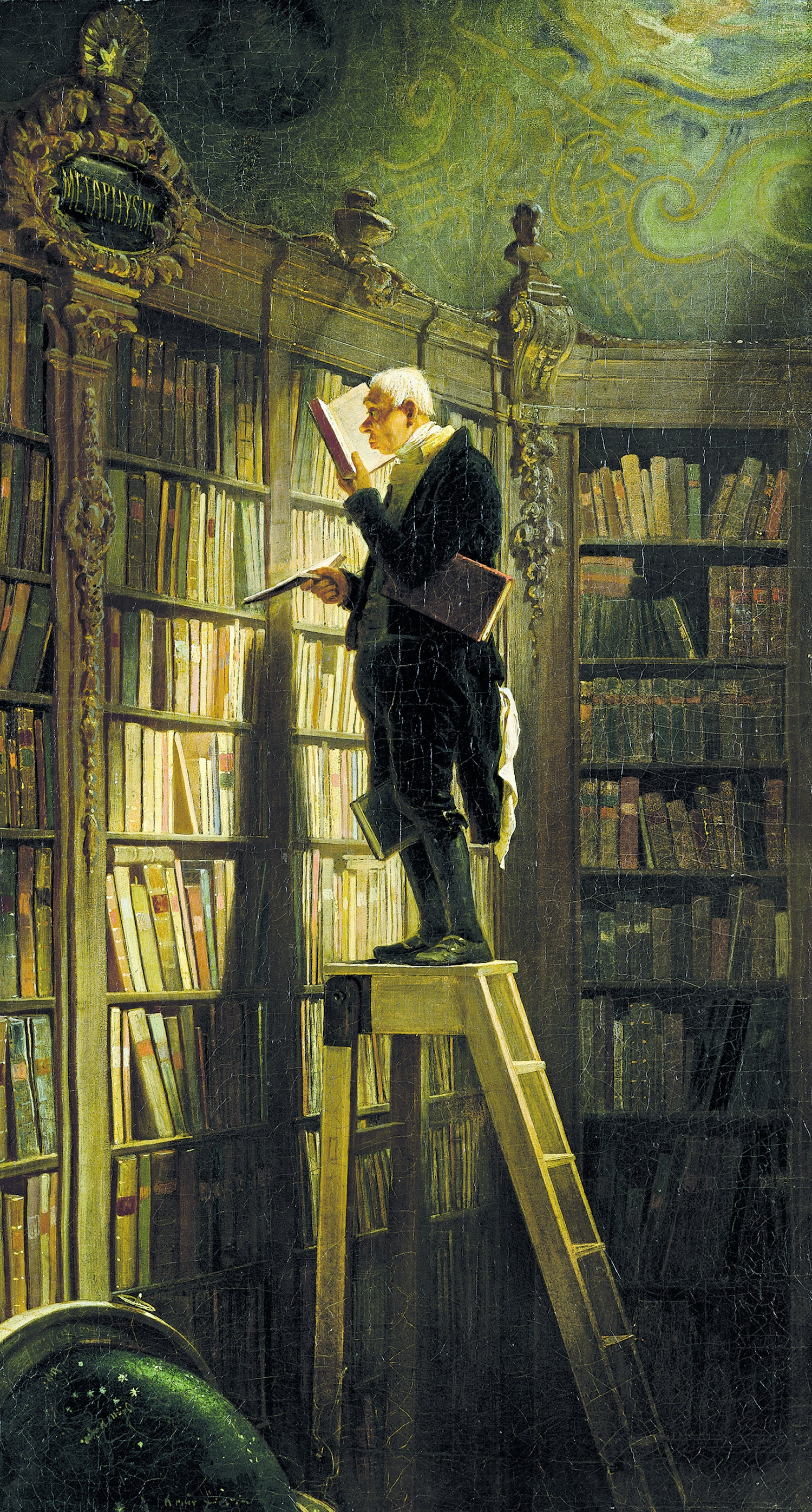
Der Bücherwurm, El ratolí de biblioteca (c. 1850)
Kunst und Wissenschaft, Art i ciència (c. 1880)
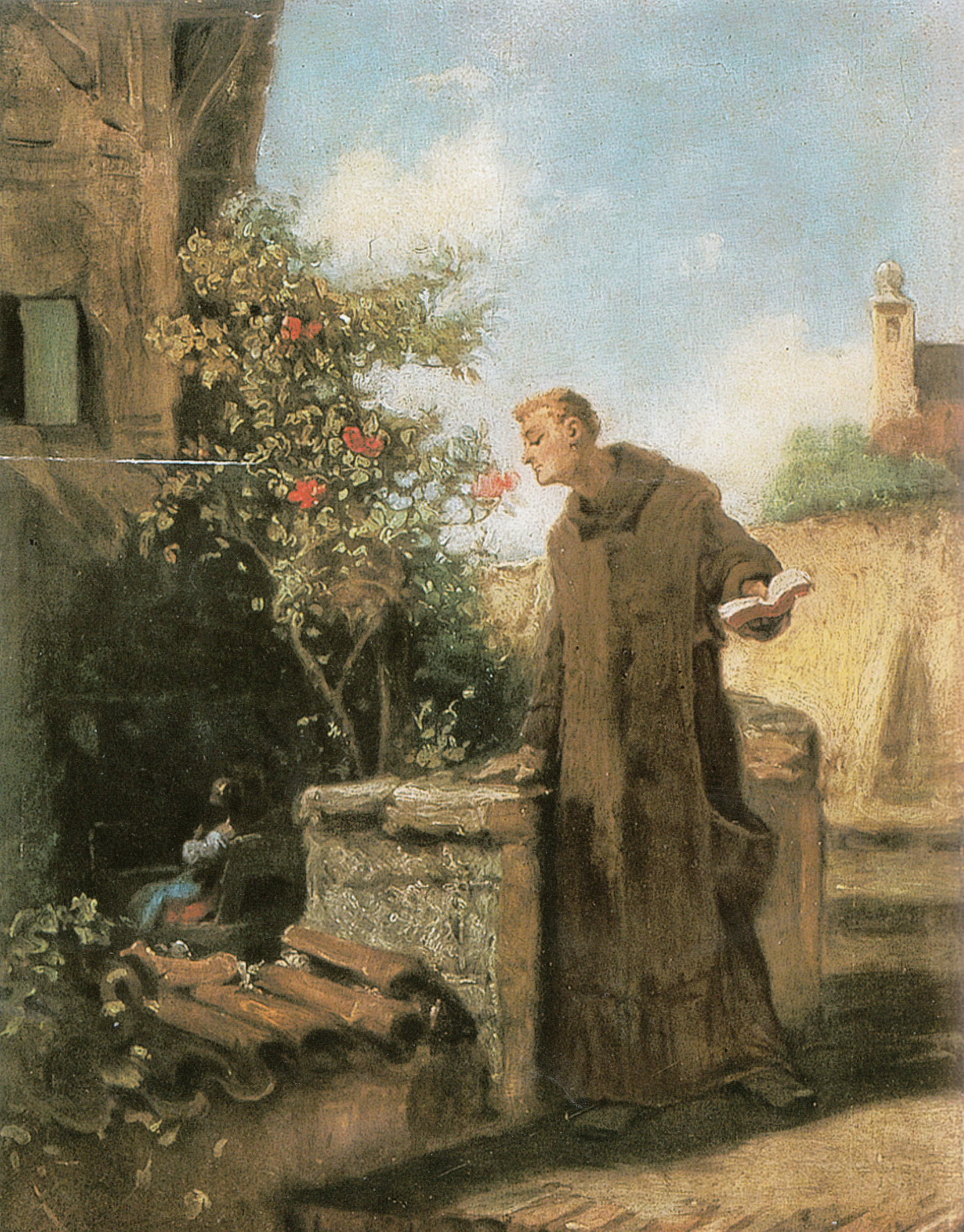
Mönch, an Rose riechend, Monjo olorant una rosa (c.1850)
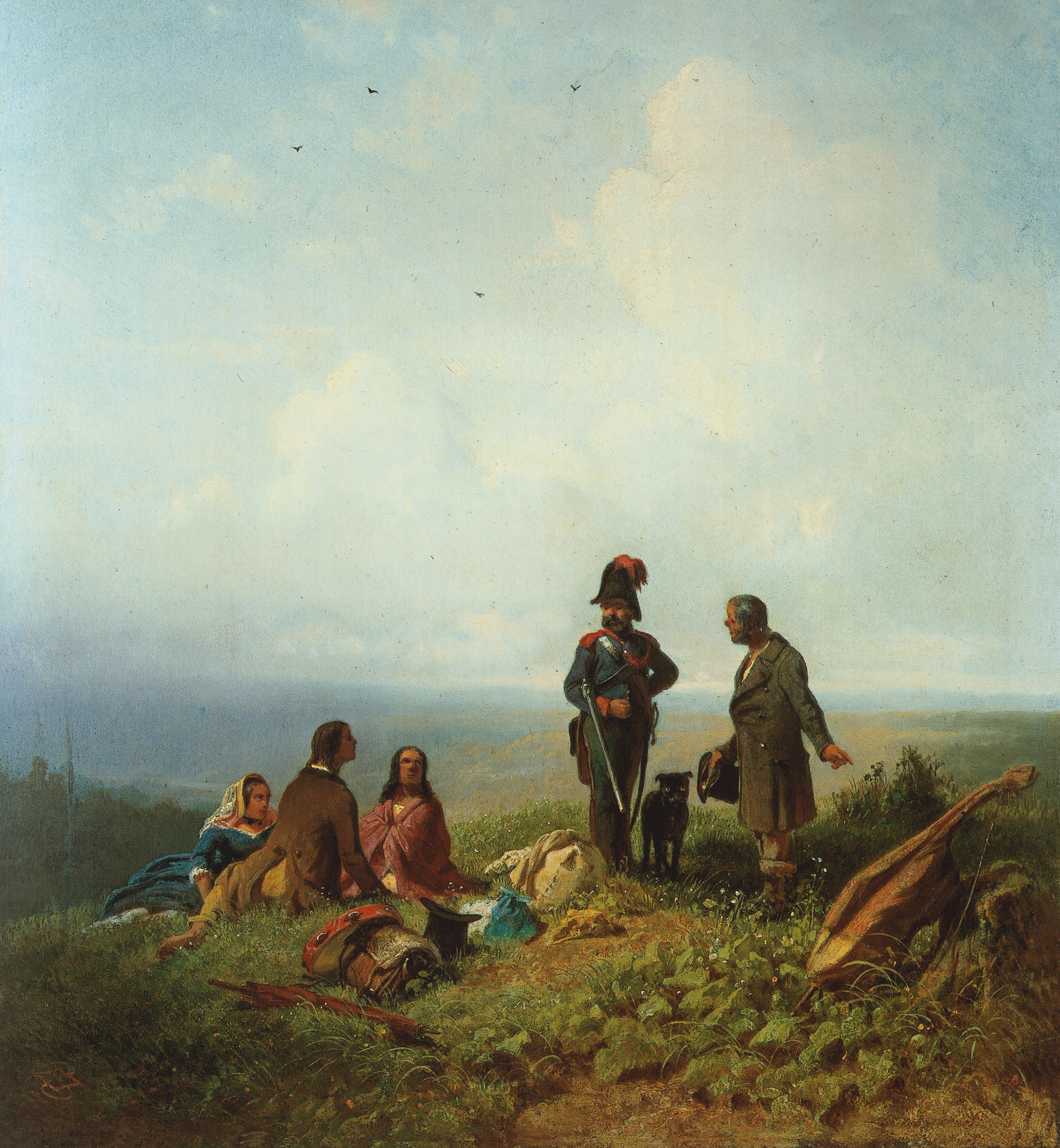
Wo ist der Pass?, On és el passaport?
Der Porträtmaler, El retratista
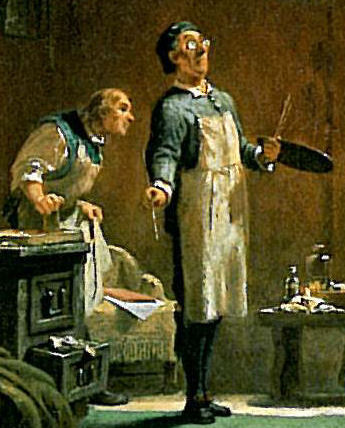
Maler und Faktotum
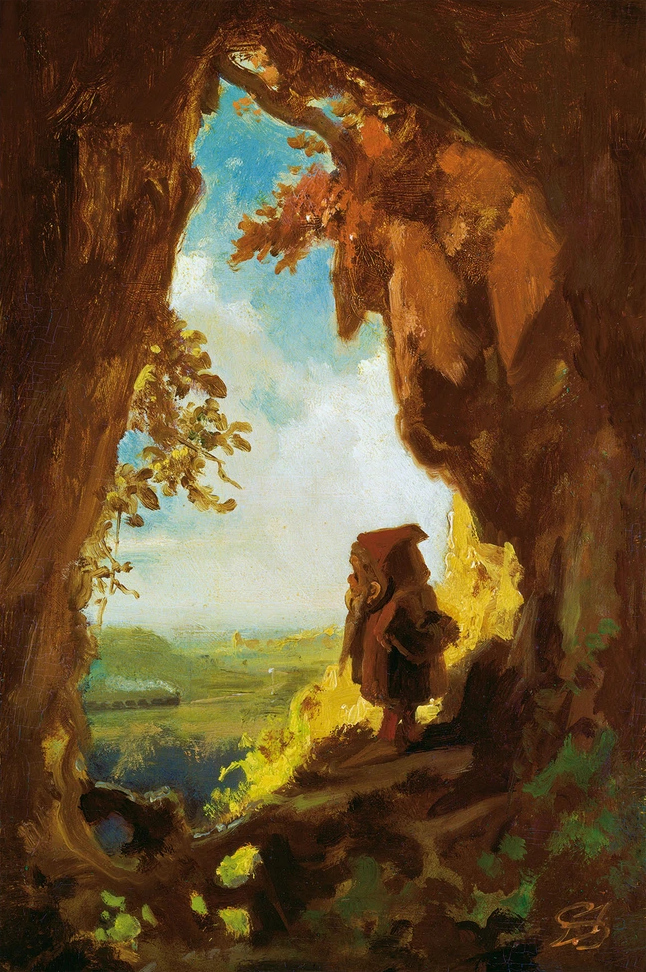
Gnom Eisenbahn betrachtend, Gnom contemplant un tren, vers el 1848

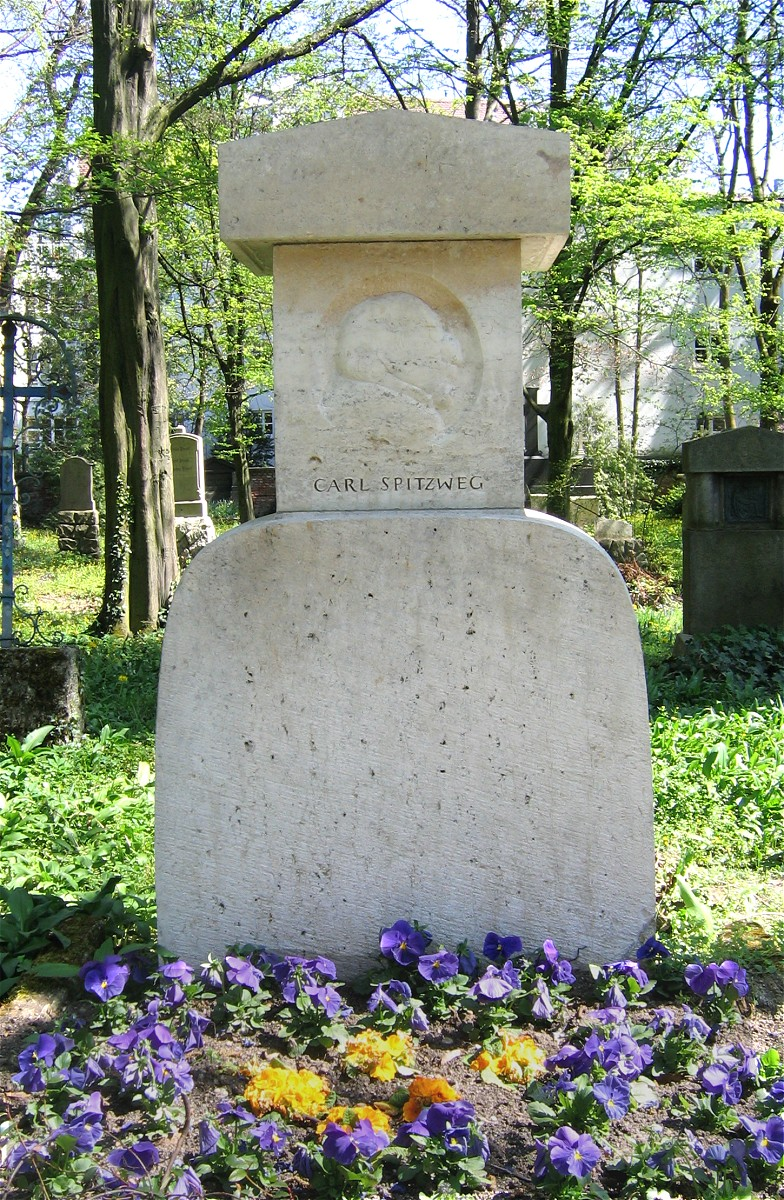
Tomba de Carl Spitzweg a Múnic

Spitzweg es caracteritza per representar persones en la seva vida diària burgesa, amb un to irònic o caricaturesc molt subtil.
Degut a la seva formació en farmàcia, produïa els seus propis colors, que eren únics i més duradors.
La seva obra Waldandacht (54 × 32 cm) datada de 1850 ha estat venuda per 317.000 euros a Colònia.
En els últims anys, des de 1859 fins a la seva mort, va dedicar-se a pintar petits paisatges i sovint feia servir els fons de fusta de les seves capses de cigarros.
De l'estil irònic inicial, les seves obres posteriors són d'estil idíl·lic.
Un dels seus alumnes que després foren famosos fou Willy Moralt.